# Jack Sher
Jack Sher (Minneapolis, Minnesota, 16 de Março de 1913 – Los Angeles, California, 23 de Agosto de 1988) foi um roteirista e cineasta estadunidense.

## Carreira
Ex-jornalista, com diploma pela Universidade de Minnesota, Sher é mais conhecido pelos roteiros de O Promotor de Encrencas (Off-Limits, 1953, George Marshall) e Paris Vive Sempre à Noite (Paris Blues, 1961, Martin Ritt), além de ter contribuído com diálogos adicionais para Os Brutos Também Amam (Shane, 1953, George Stevens). Entre outros, escreveu para diversos filmes de Audie Murphy, um dos quais também dirigiu. De meados da década de 1960 em diante dedicou-se exclusivamente à televisão, geralmente como roteirista.
No cinema dirigiu poucos filmes, nenhum particularmente notável. Também fez o roteiro de todos eles, sozinho ou em colaboração com outros colegas.

## Filmografia
Todos os título em português referem-se a exibições no Brasil. Estão listados apenas os filmes que fez para o cinema.
- 1956 Quatro Garotas, Quatro Destinos (Four Girls in Town)
- 1958 Uma Pequena do Barulho (Kathy'O)
- 1959 Antro de Desalmados (The Wild and the Innocent)
- 1960 As Viagens de Gulliver (The 3 Worlds of Gulliver)
- 1961 Esconderijo do Amor (Love in a Goldfish Bowl)